# Naisey-les-Granges
Naisey-les-Granges – miejscowość i gmina we Francji, w regionie Burgundia-Franche-Comté, w departamencie Doubs.
Według danych na rok 1990 gminę zamieszkiwały 534 osoby, a gęstość zaludnienia wynosiła 21 osób/km² (wśród 1786 gmin Franche-Comté Naisey-les-Granges plasuje się na 294. miejscu pod względem liczby ludności, natomiast pod względem powierzchni na miejscu 57.).